# Teleogramma gracile
Teleogramma gracile és una espècie de peix de la família dels cíclids i de l'ordre dels perciformes.

## Morfologia
- Els mascles poden assolir 7,1 cm de longitud total.[1][2]

## Hàbitat
És una espècie de clima tropical.

## Distribució geogràfica
Es troba a Àfrica: riu Congo.